# Lymantria hypobolimaea
Lymantria hypobolimaea är en fjärilsart som beskrevs av Collenette 1959. Lymantria hypobolimaea ingår i släktet Lymantria och familjen tofsspinnare. Inga underarter finns listade i Catalogue of Life.